# Frankfurt Rajna-Majna
Metropolitanska regija Frankfurt Rajna-Majna (njemački: Metropolregion Frankfurt/Rhein-Main) je druga po veličini konurbacija u Njemačkoj od 5.600.000 stanovnika.

## Geografske karakteristike
Metropolitanska regija Frankfurt Rajna-Majna prostire se na površini od 14.755 km2, kroz tri njemačke pokrajine; Hessen, Porajnje-Falačka i Bavarsku. 
Regiju formiraju sljedeći veliki gradovi; Frankfurt na Majni, Darmstadt, Mainz, Offenbach, Wiesbaden i čitav niz manjih: Hanau, Worms, Gießen, Aschaffenburg, Fulda, Rüsselsheim, Bad Homburg vor der Höhe, Oberursel (Taunus), Rodgau, Dreieich, Bensheim...

## Vanjske poveznice
- Službene stranice regije (njem.)